# Степанки (Брестская область)
Степанки (бел. Сцяпа́нкі) — агрогородок в Жабинковском районе Брестской области Беларуси. Административный центр Степанковского сельсовета. 

## География
Степанки расположены в 8 км к северу от Жабинки близ границы с Каменецким районом. С юга к селу примыкает деревня Шпитали. Западнее села проходит автодорога Жабинка — Каменец, местные дороги соединяют Степанки с деревнями Житин, Олизаров-Став и Конотопы. Местность принадлежит бассейну Вислы, рядом с деревней начинается Сехновичский канал со стоком в Мухавец. Ближайшая ж/д станция в Жабинке (линия Брест — Барановичи).

## История
Первое упоминание Степанков в письменных источниках датируется 1589 годом, в 1619 году впервые упомянута церковь. В середине XVII века деревня присоединена к Сехновичскому имению. В 1656 году Софья Муралевская из рода Костюшко получила права на Степанки, в следующем году уступила имение своему племяннику А. Я. Костюшко.
До 1780 года построена сохранившаяся по сей день деревянная Михайловская церковь.
После третьего раздела Речи Посполитой (1795 год) в составе Российской империи, с 1801 года Степанки в составе Гродненской губернии.
В 1862 году открыто народное училище, в 1911 году — библиотека. 
В 1885 году Степанки, село бывшее владельческое, дворов 28, жителей 420, волостное правление (уездный город в 20 верстах), церковь православная, школа, ветряная мельница. В 4 верстах — погост Сехновичи, церковь православная.
Согласно переписи 1897 года в Степанках насчитывалось 57 дворов с 432 жителями.
С 1904 года в Сехновичской волости Кобринского уезда Гродненской губернии Российской империи.
Согласно Рижскому мирному договору (1921) деревня вошла в состав межвоенной Польши, где принадлежала Полесскому воеводству. 
С 1939 года — в составе БССР.
В 2009 году деревня Степанки преобразована в агрогородок.

## Население

### Численность
- 2019 год — 272 жителей

### Динамика
- 1904 год — 551 жителей[8]
- 1999 год — 270 жителей (перепись населения)
- 2002 год — 245 жителей, 100 дворов[9]
- 2009 год — 280 жителей (перепись населения)[8]
- 2019 год — 272 жителей (перепись населения)

## Культура
- Дом культуры

## События и мероприятия
- 26 августа 2023 года прошли районные "Дажынкi"[10][11]

## Достопримечательности
- Свято-Михайловская церковь[12][13]. Деревянная православная церковь выстроена до 1780 года, реконструирована в 1858 году. Памятник архитектуры. Архитектурный тип строения церкви – трехнефовая базилика. В начале XX века ко входу в церковь пристроена трёхъярусная колокольня[6]. Церковь включена в Государственный список историко-культурных ценностей Республики Беларусь[14] —  Историко-культурная ценность Республики Беларусь, шифр 112Г000255.
- Братская могила, ул. Новая (1967) —  Историко-культурная ценность Республики Беларусь, шифр 113Д000256.